# Municipio Roma VII
El Municipio Roma VII es una de las 15 subdivisiones administrativas en las que está dividida la ciudad de Roma. En 2017 su población era de 307 839 habitantes.